# 佐藤博文
佐藤 博文（さとう ひろふみ、1954年8月1日 - ）は、日本の弁護士。元札幌弁護士会副会長、北海道弁護士会連合会憲法委員会事務局長。

## 人物
北海道十勝総合振興局更別村で、畑作専業農家の長男として生まれる。帯広柏葉高校に進学し、生徒会長として制服自由化を実現する。その後、北海道大学に進み教育学部（教育制度研究室）を卒業。卒業後、独学で司法試験の勉強を始め、1985年司法試験合格。1988年4月札幌弁護士会に登録し、北海道合同法律事務所で弁護士活動を開始。2002年札幌弁護士会副会長。北海道弁護士会連合会憲法委員会事務局長。
北海道議会議員の道見重信（自民党、札幌市北区選出）は母方の叔父、同じ田村龍二（民主党、胆振選出）は父方の大叔父にあたる。

## 経歴
弁護士登録後、フィリピンから北海道にきた「ジャパゆきさん」の人権問題、道内の労働事件（国鉄問題、じん肺訴訟、国税職員の処遇問題、北大をはじめ道内大学の教職員の権利・利益を守る裁判など）や消費者事件（クレジット・サラ金被害など）、暗渠工事による地盤変動被害の訴訟、浦臼町転作助成金不支給裁判など農業者の権利・利益をまもる裁判、豊浜トンネル岩盤崩落事故国家賠償訴訟などを取り組む。
また、自衛隊イラク派兵差止訴訟、女性自衛官人権訴訟、「命の雫」裁判、自衛隊情報保全隊国民監視差止訴訟など自衛隊に対する訴訟も多く手掛けている。
それ以外の活動として、日本の戦争参加・自衛隊海外派兵に反対する活動、政党助成金・小選挙区制導入に反対する活動などに取り組む。そして、道庁・市役所の情報誌購入差止、官官接待を止めさせる住民訴訟、道庁裏金・道警裏金問題を解明する住民監査請求などに関わる。
「納税者・労働者・消費者の立場で」をモット－に活動している。

## 訴訟
- 豊浜トンネル岩盤崩落事故国賠訴訟（国のトンネル維持管理の責任を認め遺族に賠償認める－札幌地裁2001年3月。国控訴断念）
- NTTリストラ訴訟（NTTの11万人リストラを拒否した労働者に対するみせしめ配転を違法とし慰謝料命じる－札幌地裁2006年9月）
- 函館信金・週休二日制訴訟（週休二日制実施に伴う平日の所定労働時間延長は不利益変更にあたり無効。札幌高裁1997年9月9日）
- 渡島信金・会員代表訴訟（労組役員の懲戒解雇が代表理事の善管注意義務違反に該るとして賠償認める。札幌高裁2004年9月29日）
- 19歳の少年の不法行為について両親に監督義務違反があったとは言えないと判示（最判小二で2006年2月24日判決）
- 自衛隊イラク派遣差止訴訟（札幌地方裁判所で提訴した裁判は原告箕輪登死去のため終了。名古屋地裁で提訴した訴訟は2008年4月17日名古屋高裁で原告敗訴の判決が出て確定したが、傍論において自衛隊のイラク派遣を違憲とする活動を含むということを指摘）
- 航空自衛隊の現職女性隊員が性的被害を訴えた訴訟（通称：女性自衛官人権訴訟。札幌地裁で2010年7月29日勝訴判決、国側が控訴せず確定）
- 陸上自衛隊真駒内駐屯地自衛官訓練死訴訟（通称『命の雫』裁判。2013年3月29日札幌地裁にて勝訴判決、双方控訴せず確定）
- 帯広地区労働組合総連合の元専従・事務局長が起こした慰謝料等請求訴訟（2012年5月15日釧路地裁帯広支部、2012年11月29日札幌高裁いずれも勝訴判決）
- 元朝日新聞記者植村隆が櫻井よしことワック、新潮社及びダイヤモンド社を相手取り訴えた訴訟、西岡力と文藝春秋社を相手取り起こした訴訟（2020年11月19日最高裁第2小法廷、2021年3月12日最高裁第１小法廷にてそれぞれ判決が確定）
- 九州在住の元防衛大学校生が在学中に上級生らから繰り返し暴行やいじめを受けたとして起こした訴訟（通称防衛大いじめ訴訟。2021年12月9日福岡高裁にて逆転勝訴判決、その後確定）
- 北海道千歳市在住の女性、平和子（仮名）が自衛隊の南スーダンPKO派遣差止を求めて起こした訴訟（2017年11月30日提訴）
- 砂川市議会議員選挙の元候補者が北海道選挙管理委員会に対して当選した候補者の当選無効を求めて起こした訴訟（2021年5月13日最高裁で当選無効の判決が確定）
- 北海道大学の元学長が解任の取り消しと損害賠償を求めて提訴た訴訟（2020年12月10日提訴）